# هراند اوسکانیان
هراند موشغی اوسکانیان (ارمنی: Հրանտ Մուշեղի Ոսկանյան؛ زادهٔ ۱۵ مهٔ ۱۹۲۴ - درگذشته ۱۹ اکتبر ۲۰۰۵) یک سیاستمدار اهل ارمنستان است که از تاریخ ۱۹۹۹ تا تاریخ ۲۰۰۳ سمت نمایندگی دوره دوم مجلس ملی جمهوری ارمنستان را برعهده داشت.

## زندگی‌نامه
در ۱۵ مهٔ ۱۹۲۴ در آراجادزور به دنیا آمد . وی همچنین برنده نشان مسروپ ماشتوتس و نشان پرچم سرخ کار شده‌است. وی در ۱۹ اکتبر ۲۰۰۵ در سن ۸۱ سالگی در ایروان درگذشت.